# Медичне шоу Аліси
«Медичне шоу Аліси» (англ. Alice's Medicine Show) — американський анімаційний короткометражний  фільм із серії «Комедії Аліси», що вийшов 11 липня 1927 року.

## Синопсис
Аліса та Джуліус продають патентну медицину в рамках мандрівного шоу про ліки.

## Головні персонажі
- Аліса
- Юлій

## Інформаційні данні
- Аніматори[3]:
  - Аб Айверкс
  - Пол Сміт[fr]
  - Г'ю Гарман[en]
  - Фріз Фрілінг
  - Бен Клоптон[en]
  - Норм Блекберн
  - Рудольф Ізінг[en]
  - Лес Кларк[en][2]
- Оператор[3]:
  - Рудольф Ізінг[en]
- Живі актори[3]:
  - Лоїс Гардвік
- Тип анімації: об'єднання реальної дії та стандартної анімації
- Виробничий код: ACL-42[4]